# Реален анализ
Реален анализ е дял от математиката концентриран изцяло върху изследване на множеството на реалните числа. Основен мотив за дисциплината са свойствата на редиците и функциите от реални числа – непрекъснатост, сходимост, диференциране и интегриране на функции на една и повече реални променливи.

## История
Началото на реалния анализ може да се проследи до трудовете на Нютон и Лайбниц по инфинитезимално смятане, въпреки че първичните понятия (без строги дефиниции) откриваме дори и у Архимед. Като самостоятелна математическа наука той се обособява през 1816 когато Болцано дава съвременната дефиниция за непрекъснатост. Коши и Вайерщрас дооформят облика през 19 век, на тях дължим опредленията за точни граници и епсилон-делта подхода. Появяват се и първите примери на „патологии“ (странни според тогавашните представи) никъде непрекъснати функции и непрекъснати но никъде недиференцируеми функции. Теорията на интегрирането, до голяма степен, дължим на Риман и Лебег. Съвременният вид на реалния анализ дават математиците от средата на 20 век, като значително влияние оказва групата Бурбаки.